# Война Чёрного Ястреба

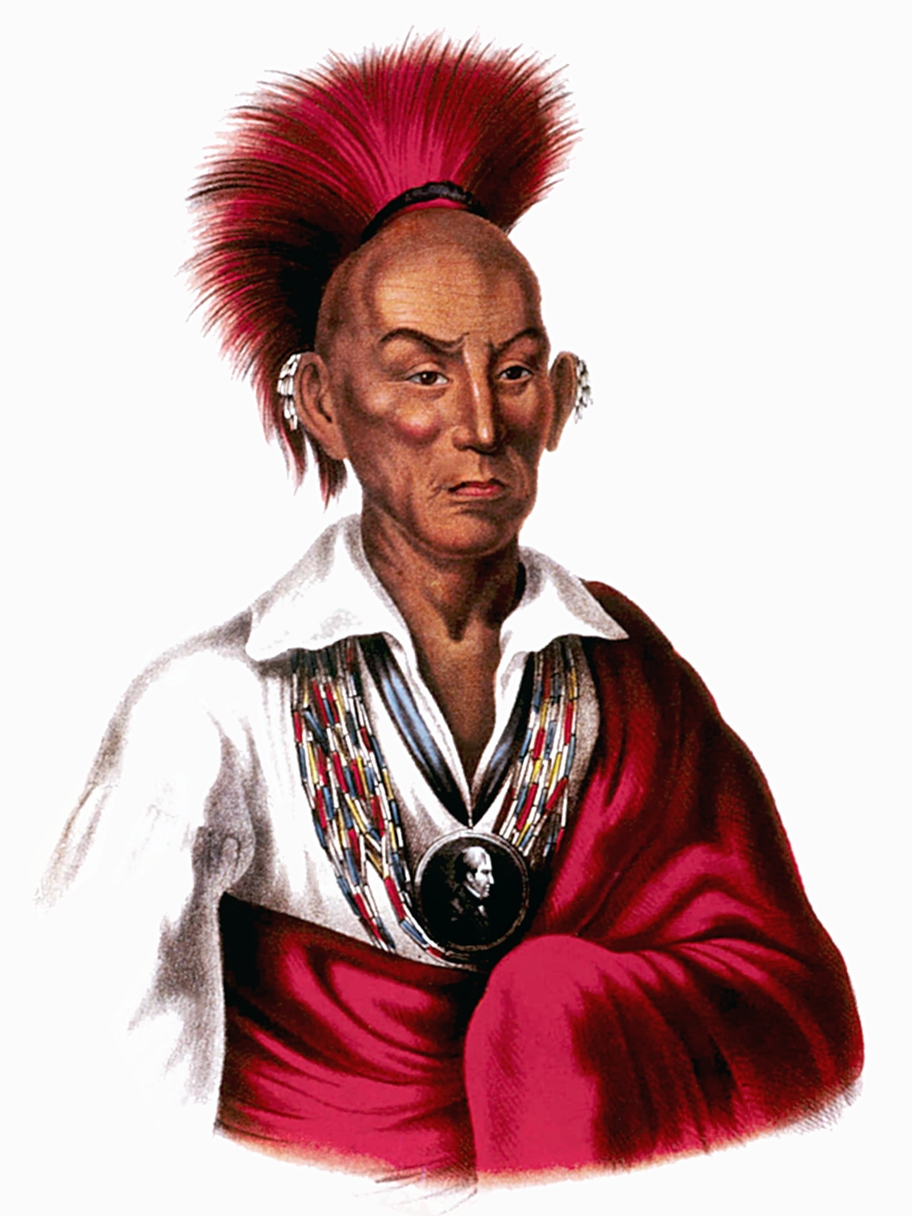
Чёрный Ястреб

Война Чёрного Ястреба (англ. Black Hawk War) — вооружённый конфликт между США и индейскими племенами, произошедший в 1832 году.

## Предыстория
Индейские племена сауков и фоксов в XVIII веке проживали вдоль реки Миссисипи на территории современных американских штатов Иллинойс и Айова. Эти два племени были тесно связаны друг с другом. В результате Луизианской покупки земли сауков и фоксов оказались в центре США.
3 ноября 1804 года некоторые вожди сауков и фоксов пошли на сделку с американцами, согласившись уступить США племенные земли в Иллинойсе в обмен на незначительные подарки. Многие лидеры индейцев, в том числе и вождь сауков Чёрный Ястреб, отказались признать этот договор.
В англо-американской войне 1812—1815 годов сауки и фоксы сражались на стороне Британской империи и конфедерации Текумсе. В 1818 году Иллинойс стал штатом и потребовал выселения индейцев в течение 10 лет. Группа сауков, во главе с Чёрным Ястребом, отказалась покинуть родные земли, но после нападений сиу военный лидер сауков увёл своих людей в Айову.
После окончания англо-американской войны белые поселенцы начали продвигаться на Запад, но межплеменная война между сиу, оджибве и сауками и фоксами мешала этому. В 1825 году правительство США на совете в Прэйри-дю-Чин попыталось примирить племена и остановить войну. На совете присутствовали сауки, фоксы, оджибве, сиу, оттава, потаватоми, виннебаго, меномини и айова. Договор, принятый на совете, устанавливал границы между племенами и заключал мир. Согласно договору, в северо-восточной Айове между сиу и сауками и фоксами находилась нейтральная территория, протяжённостью 40 миль.

## Начало войны
После ухода в Айову сауки и фоксы разделились на две группы. Первую возглавил Кеокук, который, после посещения американских городов в 1828 году, считал войну с США невыгодной и безуспешной. Как искусный и опытный оратор он часто вёл переговоры с американскими властями. Лидером второй являлся Чёрный Ястреб, который стремился вернуться на родные земли. Большинство сауков и фоксов приняли сторону Кеокука, но около 800 человек примкнули к Чёрному Ястребу.
В конце 1831 года Неапопе, один из вождей сауков, сказал Чёрному Ястребу, что британцы и другие индейские племена готовы поддержать его в войне против США. Военный лидер мятежных сауков был рад услышать такую информацию, но позже он критиковал Неапопе за то, что он ввёл его в заблуждение. Кроме Неапопе, Чёрного Ястреба поддержал Белое Облако, шаман виннебаго. Он также подтвердил, что многие индейцы выступят против американцев.
5 апреля 1832 года часть индейцев, которая стала известна как Британская группа, пересекла Миссисипи и направилась в Иллинойс. В состав этой группы, кроме сауков и фоксов, входило небольшое количество индейцев виннебаго, иллиноев и потаватоми. Воинов среди людей Чёрного Ястреба было около 500 человек.
Когда Британская группа оказалась в Иллинойсе, то ни потаватоми, ни виннебаго не поддержали её. Виннебаго в 1827 году вели войну с американцами и не хотели её продолжения, хотя некоторые всё же присоединились к Чёрному Ястребу. Большинство потаватоми стремились сохранить нейтралитет, но сделать это было довольно сложно. Многие белые поселенцы не доверяли потаватоми и считали, что они обязательно будут участвовать в военных действиях. На племенном совете 1 мая 1832 года лидеры потаватоми объявили, что те, кто поддержат Британскую группу, будут считаться предателями своего народа. В середине мая Шабонна и Ваубонси, вожди потаватоми, сообщили Чёрному Ястребу, что ни потаватоми, ни британцы не помогут ему в войне с США.

## Ход войны

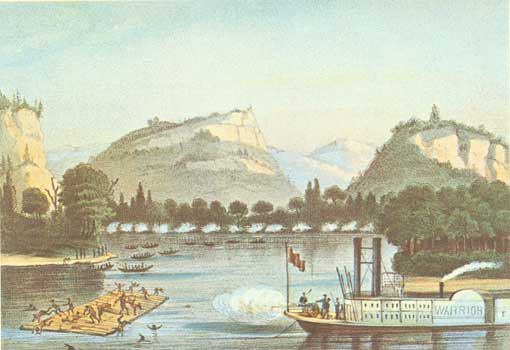
Пароход «Уорриор» обстреливает сауков и фоксов.

Не имея поддержки индейских племён и при отсутствии поставок со стороны Британии, Чёрный Ястреб осознавал, что его война с американцами может кончиться плохо для его сторонников. Он был намерен начать переговоры с американскими властями, но стычка с ополченцами, произошедшая 14 мая, изменила его планы. Чёрный Ястреб направил троих воинов с белым флагом на переговоры с американцами. Но те арестовали индейцев и открыли огонь по остальной группе Чёрного Ястреба. В ответ индейцы атаковали лагерь ополченцев и одержали победу. Они убили 12 белых, потеряв при этом лишь троих. После этого сражения Чёрный Ястреб решил продолжить войну, чтобы отомстить за убийство своих людей, которые пришли на встречу с американцами под белым флагом, но были предательски убиты.
Новости о поражении ополченцев посеяли панику среди поселенцев Иллинойса. Некоторые бежали в Чикаго, оставив свои дома и фермы, другие организовывали отряды милиции и строили форты. Генерал Аткинсон сформировал новую группу вооружённых сил, назвав её Армией фронтира. Эта группа состояла из 629 пехотинцев армии США и 3196 добровольцев. Милиция добровольцев была разделена на три бригады, которые возглавили Александер Поузи, Милтон Александер и Джеймс Генри. Общее количество ополченцев, принявших участие в войне Чёрного Ястреба, оценивается в 6-7 тысяч. Среди них был и будущий президент Авраам Линкольн.
Кроме ополченцев, Аткинсон призвал индейские племена, враждовавшие с сауками и фоксами, принять участие в войне. На его призыв откликнулись санти-сиу и меномини. Но из-за неудачных действий Уильяма Гамильтона, полковника милиционеров и сына Александра Гамильтона, большинство меномини и санти покинули лагерь американцев и воевали самостоятельно.
В июне 1832 года произошло ряд сражений между американцами и Британской группой. 15 июня того же года президент Эндрю Джексон, недовольный действиями Аткинсона, назначил Уинфилда Скотта командовать американской армией. Индейцы потаватоми и виннебаго, до этого хранившие нейтралитет, решили присоединиться к американцам. Они практически не участвовали в битвах, но помогали как разведчики.
21 июля 1832 года ополченцы окружили воинов Чёрного Ястреба вблизи современного города Сок-Сити, Висконсин. Чтобы помочь женщинам и детям скрыться, Чёрный Ястреб, Неапопе и другие воины попытались отвлечь милиционеров. Американцы одержали победу в последующем сражении, известным как Битва на Висконсин-Хайтс. Регулярные части американской армии не принимали участие в этом бою.
После битвы на Висконсин-Хайтс Чёрный Ястреб отправил посыльного к милиционерам, чтобы сообщить о том, что он прекращает военные действия, но американцы решили преследовать Британскую группу. 1 августа 1832 года разведчики санти-сиу обнаружили сауков и фоксов вблизи устья реки Бэд-Экс. Пароход «Уорриор», оснащённый артиллерийскими орудиями, открыл огонь по людям Чёрного Ястреба. Сам лидер сауков размахивал белым флагом, пытаясь остановить бойню. 23 индейца били убиты, в то время как на «Уорриоре» пострадал лишь один человек. 2 августа американцы догнали остатки Британской группы. В последующем сражении сауки и фоксы потеряли убитыми около 250 человек. Воины санти и меномини убили множество тех, кто сумел избежать американского плена.
После битвы при Бэд-Экс Чёрный Ястреб с немногочисленными последователями попытался укрыться на севере среди оджибве. Американцы объявили награду за его голову в размере 100 долларов и 40 лошадей. Виннебаго обнаружили группу Чёрного Ястреба и уговорили их сдаться. 27 августа 1832 года Чёрный Ястреб и Белое Облако сдались американским властям в Прэйри-дю-Чин.

## Последствия

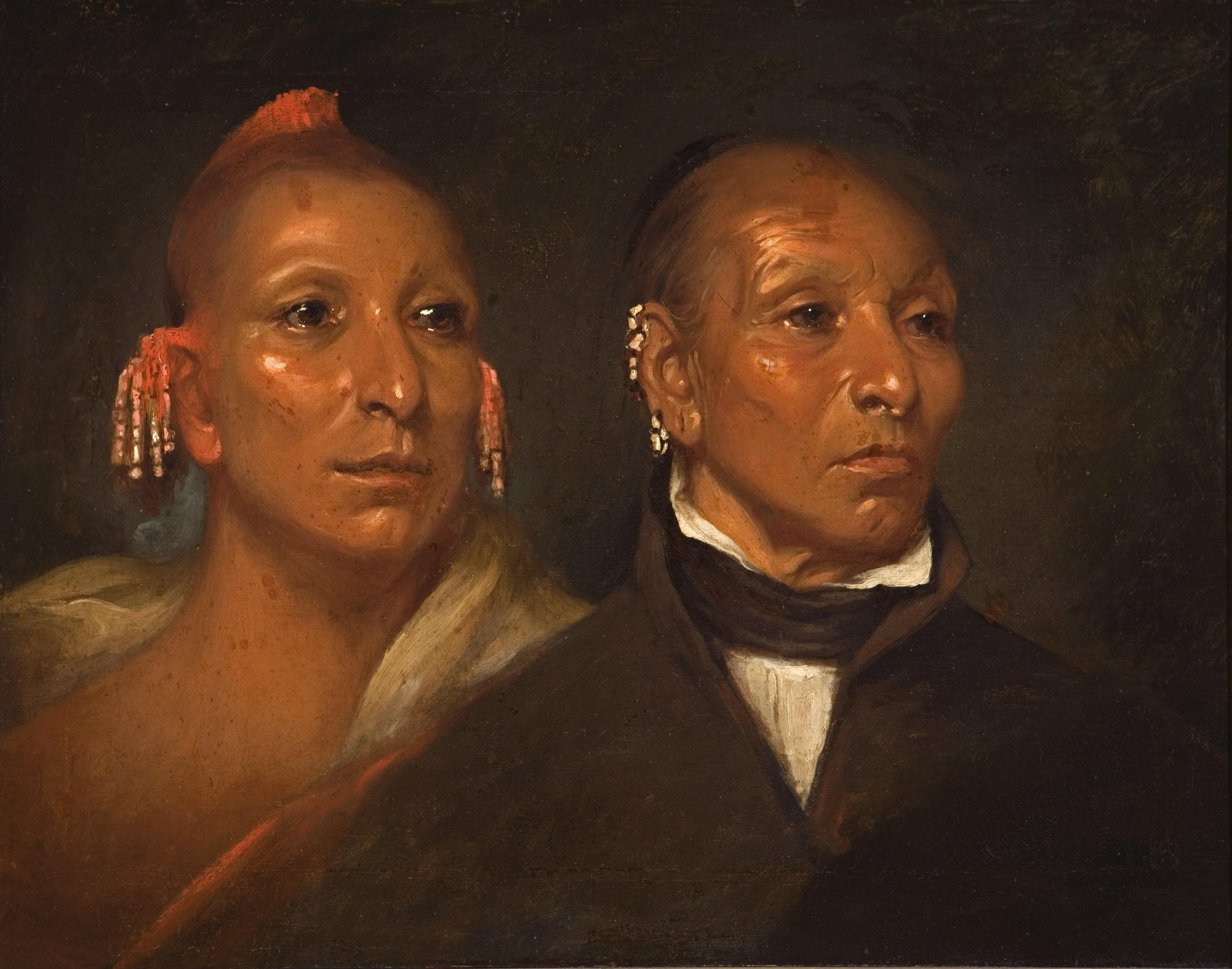
Чёрный Ястреб и его сын Раскат Грома. Худ. Джон Уэсли Джарвис (1833)

Война Чёрного Ястреба привела к гибели 77 белых людей. Британская группа потеряла от 450 до 600 человек. Многие известные политические деятели США приняли участие в этой войне, среди них было семь будущих сенаторов США, четыре будущих губернатора Иллинойса, а также будущие губернаторы Мичигана и Небраски.
К концу войны Чёрный Ястреб и ещё 19 лидеров Британской группы были арестованы. Большинство из них было отпущено на свободу, но Чёрный Ястреб, Белое Облако, Неапопе и ещё трое индейцев были отправлены в форт Монро, штат Виргиния. Большое количество людей приходило к форту, чтобы посмотреть на мятежных индейцев. 26 апреля 1833 года заключённые встретились с президентом США Эндрю Джексоном в Вашингтоне.
Американские власти решили выпустить заключённых, но перед этим они должны были посетить крупные города США на востоке. Это была обычная тактика правительства США. Мятежные лидеры индейцев должны были увидеть всю мощь Соединённых Штатов и прийти к мысли о тщетности войны с ними. Чёрный Ястреб вернулся в Айову, где мирно жил до своей смерти в 1838 году.